# Ryan Day
Ryan Day (Bridgend, 23 marzo 1980) è un giocatore di snooker gallese.

## Carriera
Ryan Day è diventato professionista nel 1999 e ha vinto il suo primo torneo nel 2001.
Tra il 2007 e il 2008 perse le sue prime finali valevoli per il Ranking (Malta Cup 2007, Shanghai Masters 2007 e Grand Prix 2008).
Il Riga Masters 2017 è stato il suo primo titolo Ranking vinto in carriera ai danni di Stephen Maguire per 5-2 e la sua seconda vittoria arrivò l'11 marzo dell'anno dopo contro Cao Yupeng al Gibraltar Open.

## Vita privata
Day ha sposato la sorella della matrigna, Lynsey, nell'estate del 2008.

## Ranking[7]
| Stagione  | Ranking iniziale | Ranking finale |
| --------- | ---------------- | -------------- |
| 1999-2000 | 215              | 124            |
| 2000-2001 | 124              | 116            |
| 2002-2003 | Non classificato | 69             |
| 2003-2004 | 69               | 45             |
| 2004-2005 | 45               | 33             |
| 2005-2006 | 33               | 17             |
| 2006-2007 | 17               | 16             |
| 2007-2008 | 16               | 8              |
| 2008-2009 | 8                | 6              |
| 2009-2010 | 6                | 12             |
| 2010-2011 | 12               | 28             |
| 2011-2012 | 28               | 30             |
| 2012-2013 | 30               | 31             |
| 2013-2014 | 31               | 19             |
| 2014-2015 | 21               | 20             |
| 2015-2016 | 20               | 23             |
| 2016-2017 | 23               | 18             |
| 2017-2018 | 18               | 16             |
| 2018-2019 | 16               | 18             |
| 2019-2020 | 18               | 37             |
| 2020-2021 | 37               |                |

### Break Massimi da 147: 2[8]
| N° | Anno     | Competizione        | Avversario | Note   |
| -- | -------- | ------------------- | ---------- | ------ |
| 1  | 2014     | Haining Open        | Cao Yupeng | [ 9 ]  |
| 2  | 2020 (2) | Championship League | Rod Lawler | [ 10 ] |

## Tornei vinti

### Titoli Non-Ranking: 2
| Titoli Ranking | Titoli Ranking | Titoli Ranking  | Titoli Ranking |
| -------------- | -------------- | --------------- | -------------- |
| Competizione   | Anno           | Avversario      | Note           |
| Riga Masters   | 2017           | Stephen Maguire | [ 5 ]          |
| Gibraltar Open | 2018           | Cao Yupeng      | [ 6 ]          |
| Shoot-Out      | 2021           | Mark Selby      | [ 11 ]         |

| Titoli Non-Ranking           | Titoli Non-Ranking | Titoli Non-Ranking | Titoli Non-Ranking |
| ---------------------------- | ------------------ | ------------------ | ------------------ |
| Competizione                 | Anno               | Avversario         | Note               |
| Benson & Hedges Championship | 2001               | Hugh Abernethy     | [ 12 ]             |
| Romanian Masters             | 2018               | Stuart Bingham     | [ 13 ]             |

| In squadra    | In squadra                                      | In squadra                                     | In squadra |
| ------------- | ----------------------------------------------- | ---------------------------------------------- | ---------- |
| Competizione  | Anno/Compagno                                   | Avversario                                     | Note       |
| Macao Masters | 2018/ Barry Hawkins, Zhao Xintong, Zhou Yuelong | Mark Williams, Joe Perry, Marco Fu, Zhang Anda | [ 14 ]     |

## Finali perse

### Titoli Non-Ranking: 4
| Titoli Ranking   | Titoli Ranking | Titoli Ranking | Titoli Ranking |
| ---------------- | -------------- | -------------- | -------------- |
| Competizione     | Anno           | Avversario     | Note           |
| Malta Cup        | 2007           | Shaun Murphy   | [ 2 ]          |
| Shanghai Masters | 2007           | Dominic Dale   | [ 3 ]          |
| Grand Prix       | 2008           | John Higgins   | [ 4 ]          |
| World Grand Prix | 2017           | Barry Hawkins  | [ 15 ]         |
| Gibraltar Open   | 2019           | Stuart Bingham | [ 16 ]         |

| Titoli Non-Ranking              | Titoli Non-Ranking | Titoli Non-Ranking | Titoli Non-Ranking |
| ------------------------------- | ------------------ | ------------------ | ------------------ |
| Competizione                    | Anno               | Avversario         | Note               |
| Challenge Tour 2                | 2001               | Leo Fernandez      | [ 17 ]             |
| Challenge Tour 4                | 2002               | David Gilbert      | [ 18 ]             |
| Beijing International Challenge | 2010               | Tian Pengfei       | [ 19 ]             |
| Championship League             | 2017               | John Higgins       | [ 20 ]             |

- European Tour: 1 (Bulgarian Open 2015)